# Bitmain
Bitmain Technologies Ltd., o simplemente Bitmain, es una compañía privada con sede en Beijing, China, con oficinas en Shenzhen, Shanghái, Chengdu, Hong Kong, Fuzhou, EE. UU., Israel, Holanda y Suiza. Es el diseñador de chips ASIC más grande del mundo para la minería Bitcoin. La compañía también opera Antpool, históricamente una de las mayores agrupaciones de minería de bitcoin.
Se ha informado que Bitmain es altamente rentable, y tuvo un beneficio neto de $ 742.7 millones en la primera mitad de 2018, pero el flujo de caja operativo resultó negativo. La compañía creció 328.2% anualmente de 2015 a 2017.

## Historia
Bitmain fue fundado por Jihan Wu y Micree Zhan en 2013. Antes de fundar Bitmain, Wu era analista financiero y administrador de fondos de capital privado y Zhan estaba ejecutando DivaIP, una startup que permitía a los usuarios transmitir televisión a la pantalla de una computadora a través de un decodificador. Originalmente se conocieron mientras Zhan intentaba recaudar dinero para la startup, sin embargo, después de descubrir Bitcoin y convertirse en la primera persona en traducir el libro blanco Bitcoin de Satoshi Nakamoto al chino, se acercó a Zhan en busca de un nuevo chip ASIC capaz de minar bitcoin, momento en el que se fundó Bitmain.
En junio de 2018, Wu le dijo a Bloomberg que Bitmain está considerando una OPI para producir capital para expandir su hardware de producción. La compañía completó su registro de mil millones de dólares antes de la salida a Bolsa de Hong Kong en agosto, y presentado para la salida a bolsa en septiembre.